# Alban Harrison
Alban Hugh Harrison (sinh ngày 30 tháng 11 năm 1869) là một cầu thủ bóng đá người Anh từng thi đấu ở vị trí Hậu vệ.

## Sự nghiệp
While thi đấu cho Old Westminsters, Harrison có 2 lần khoác áo cho đội tuyển quốc gia Anh năm 1893.